# François Devienne
François Devienne, francoski skladatelj in flavtist, * 31. januar 1759, Joinville, departma Haute-Marne; † 5. september 1803, Pariz.

## Dela
- 12 oper
- 7 koncertantnih simfonij
- 14 koncertov za flavto in orkester
- 5 koncertov za fagot in orkester
- 25 kvartetov in kvintetov za različne zasedbe
- 46 triov
- 147 duov
- 67 sonat

- njegov flavtistični didaktični princip Méthode de Flûte Théorique et Pratique (1793) se uporablja še danes.